# Хилверсум
Хилверсум (хол. Hilversum) је град Холандије у покрајини Северна Холандија. Према процени из 2008. у граду је живело 83.757 становника.

## Становништво
Према процени, у граду је 2008. живело 82.177 становника.
| 1980.  | 1990.  | 2000.  | 2008.  |
| ------ | ------ | ------ | ------ |
| 92.964 | 84.608 | 82.177 | 83.757 |